# Sjælør Kirke
Sjælør Kirke var en kirke i Københavns Kommune, Wagnersvej 33, 2450 København SV.
Der blev sidste gang holdt gudstjeneste i Sjælør Kirke den 26. april 2009. Kirkebygningen er solgt til KFUM-spejderne til byspejdercenter og administration.

## Historie
Kirkens arkitekt var Holger Jensen. Det var hans første kirke, men han kom til at bygge mange flere.

## Kirkebygningen
- Sjælør Kirke

## Interiør
- Kirkerummet
- Kirkerummet set fra alteret

### Alter
- Alter
- Alter

### Prædikestol
- Prædikestol

### Døbefont
- Døbefont

### Orgel
Orglet af fra Th. Frobenius & Sønner. Det har 13 stemmer, og blev installeret 1986. Da kirken er meget lille, er der ikke plads til et orgelpulpitur, så orglet står på gulvet i kirkerummet, og optager en relativt stor del af gulvpladsen. Til gengæld giver det en mulighed for at kigge bag facaden, og se nogle af de andre piber.
- Orgel
- Orgelfacade
- Spillebord
- Bag facaden

## Fremtid
KFUM-Spejderne i Danmark og Sydhavns Sogn underskrev i starten af april måned 2008 en fælles hensigtserklæring. Det betyder, at KFUM-Spejderne i Danmark fra foråret 2009 overtog kirken. Siden da er kirken blevet brugt som korpskontor og aktivitetscenter (spejdercenter) under navnet Spejdercenter CPH.

## Eksterne kilder og henvisninger
- Sjælør Kirke hos KortTilKirken.dk
- Sjælør Kirke på danmarkskirker.natmus.dk (Danmarks Kirker, Nationalmuseet)